# Petchtai Wongkamlao

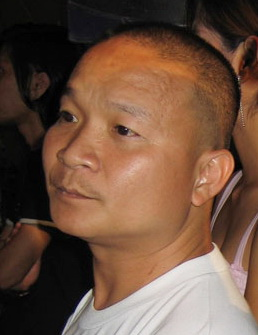
Petchtai Wongkamlao, August 2005

Petchtai Wongkamlao (Thai:เพ็ชรทาย วงศ์คำเหลา; * 24. Juni 1965 in der Provinz Ubon Ratchathani, Thailand) ist ein thailändischer Schauspieler, Stand-Up-Comedian, Fernsehmoderator und Filmregisseur. In seiner Heimat, wo er unter dem Pseudonym Mum Jokmok (หม่ำ จ๊กม๊ก) auftritt, genießt er enorme Popularität und ist eine gern gesehene Persönlichkeit im nationalen Fernsehen Thailands.

## Leben
Petchtai startete seine Fernsehkarriere als Komiker in der Unterhaltungsbranche, ehe er als vielschichtiger Künstler auch Moderationsaufgaben für das thailändische Fernsehen übernahm. Es folgten Nebenrollen in nationalen Spielfilmen, die teilweise mit geringem Budget realisiert wurden, ihn jedoch populär machten. 2001 bekam er schließlich seine erste Hauptrolle in der erfolgreichen Action-Komödie Killer Tattoo angeboten, ehe ihm 2003 mit der tragenden Nebenrolle in Ong-Bak, einem der erfolgreichsten Thai-Filme überhaupt, der Durchbruch auch als Schauspieler gelang.
Fortan konnte sich Petchtai Wongkamlao seinen eigenen Projekten widmen. Nur ein Jahr später realisierte er als Drehbuchautor, Regisseur und Schauspieler seinen Debütfilm The Bodyguard, in dem er erstmals Regie führte.

## Filmografie
- 2002: Killer Tattoo (มือปืน/โลก/พระ/จัน)
- 2003: Ong-Bak (องค์บาก)
- 2004: The Bodyguard
- 2005: Revenge of the Warrior – Tom Yum Goong (ต้มยำกุ้ง)
- 2007: The Bodyguard II
- 2008: Ong-bak 2 (องค์บาก2) (Cameo-Auftritt)
- 2010: Ong-bak 3 (องค์บาก3)
- 2013: Return of the Warrior – Tom Yum Goong 2